# Gravis Ultrasound

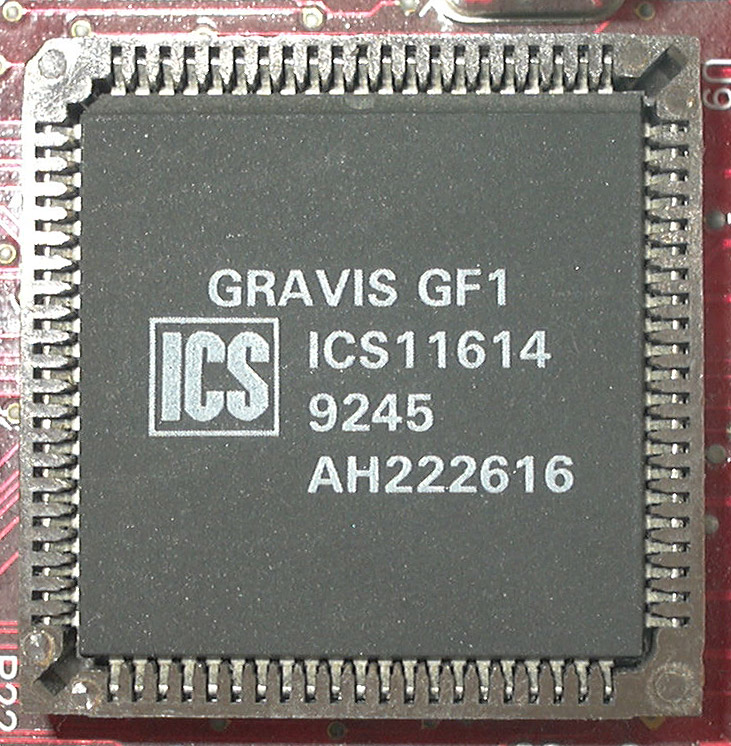
Чип GF1

Gravis Ultrasound или GUS — звуковая карта для IBM PC-совместимых компьютеров, выпущенная канадской компанией Advanced Gravis Computer Technology Ltd в 1992 году. Была популярна в демосцене середины 1990-х, из-за высокого качества звука, по сравнению с другими картами своего ценового диапазона.
Gravis Ultrasound была первой картой для платформы IBM PC, в которой использовался таблично-волновой синтез, с оцифрованной записью звуков реальных музыкальных инструментов.

## Версии

### Ultrasound Classic

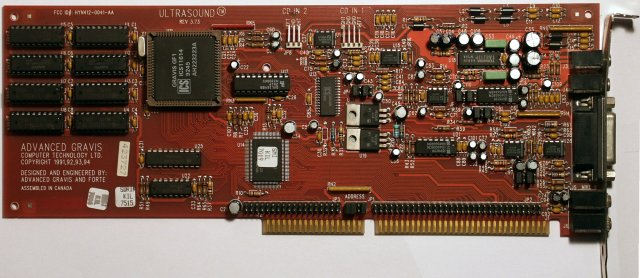
Gravis Ultrasound (Classic)

Первая модель Ultrasound, выпущенная летом 1992 года. В финальной версии (v3.74) была добавлена возможность записи звука 16-бит, 44,1 кГц с помощью дочерней платы от Crystal Semiconductor, содержащей кодек CS4231. На карте было установлено 256 кБ ОЗУ, с возможностью расширения до 1024.

### Ultrasound MAX

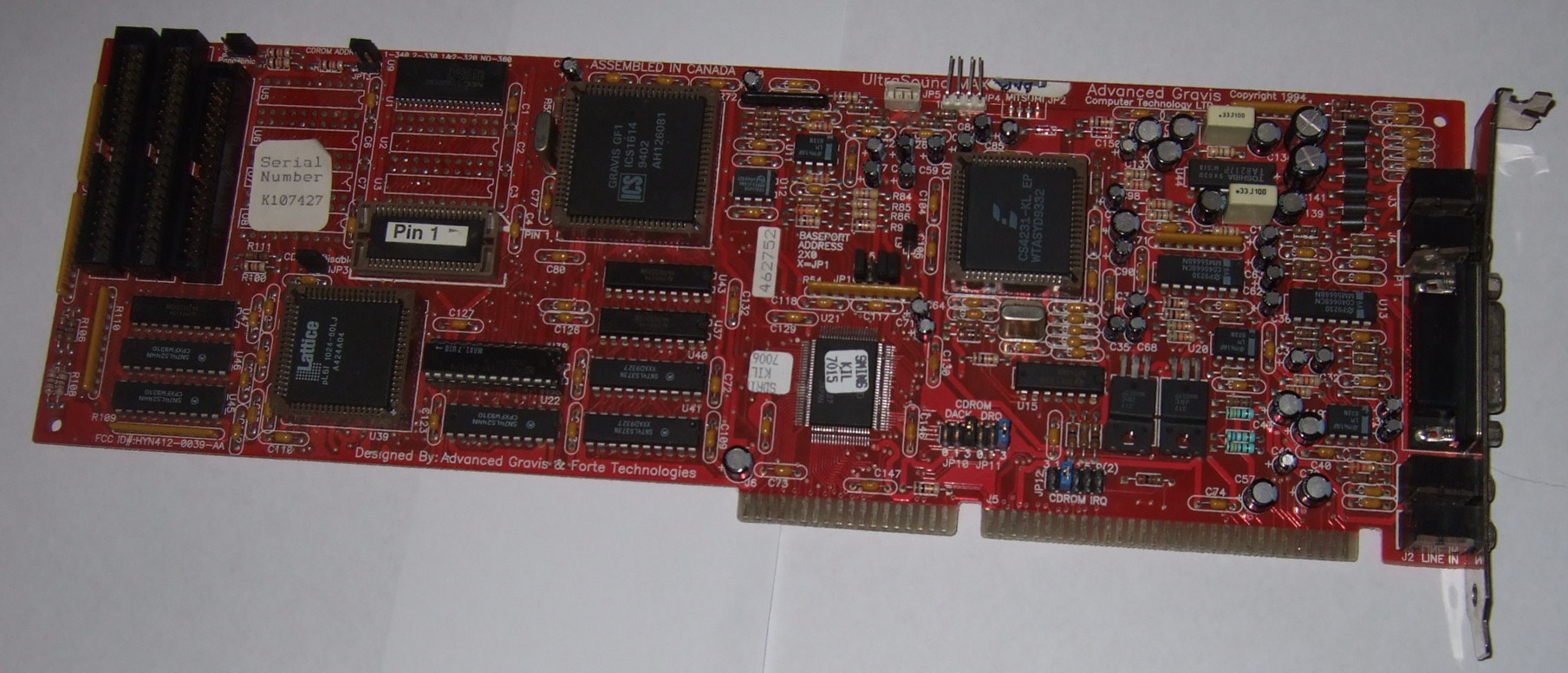
Gravis Ultrasound MAX

Версия GUS со встроенным кодеком CS4231, 512 кБ ОЗУ (расширяемых до 1024) и интерфейсом CD-ROM. CS4231 отвечал требованиям спецификации Windows Sound System (через порты ввода-вывода, но не на аппаратном уровне) и частичную программную эмуляцию SoundBlaster.

### Ultrasound Plug & Play (PnP)

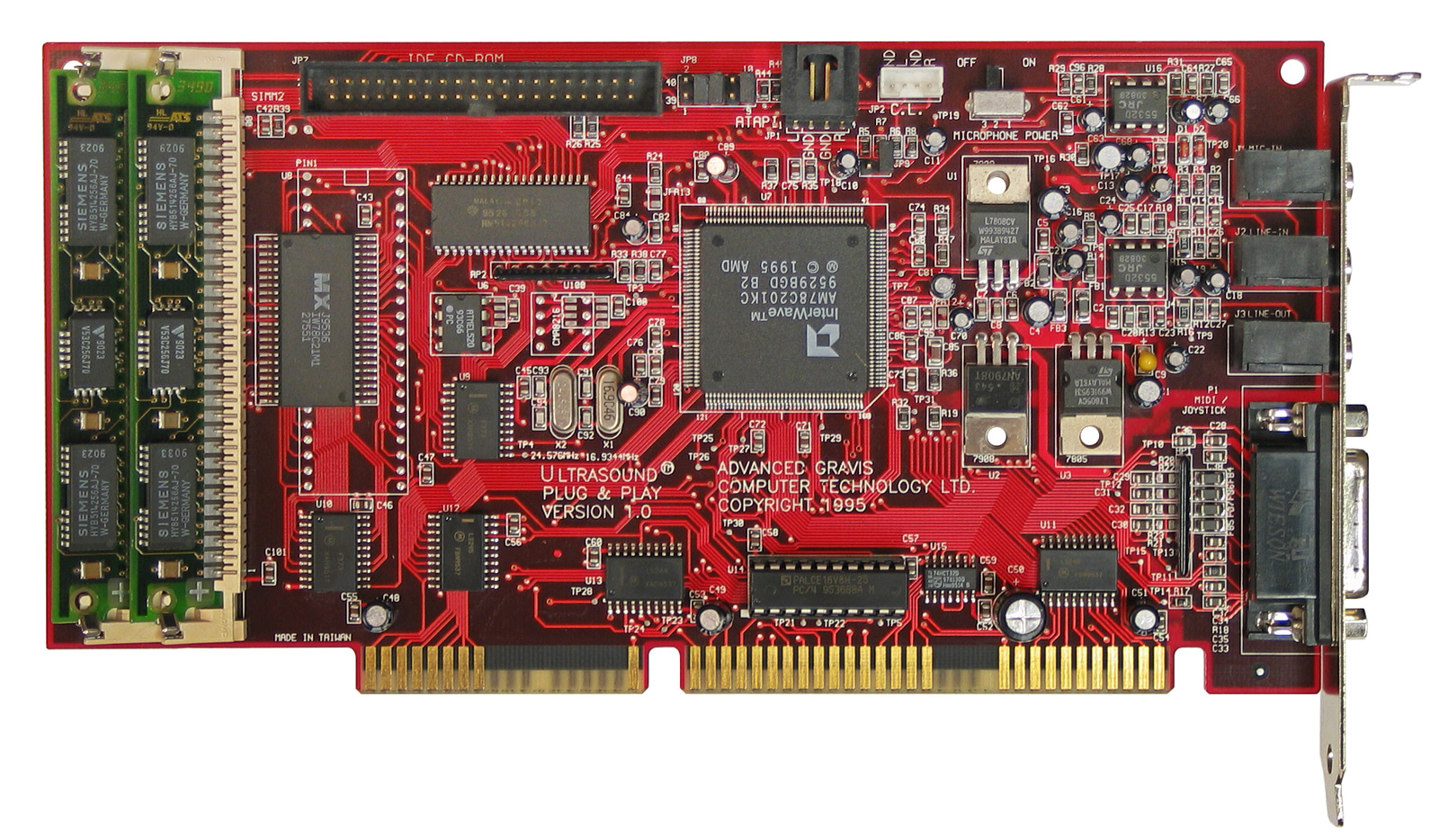
Gravis Ultrasound Plug & Play Pro

Предположительно была произведена фирмой Synergy по ODM-контракту (что нашло свое отражение в логотипе Synergy, размещенном на оборотной стороне платы, хотя ранние выпуски GUS PnP не имели логотипа Synergy и были, очевидно, произведены другой компанией, таких карт было выпущено очень мало). Базировалась на технологии AMD InterWave с новым набором звуков, прошитых в ПЗУ объёмом 1 МБ. В стандартной версии ОЗУ не было (но было предусмотрено место для установки). В Pro-версии объём ОЗУ составлял 512 кБ, для совместимости с GUS Classic. Карта была оборудована интерфейсом ATAPI CD-ROM. В 2014 году энтузиастами был разработан и произведен адаптер, позволяющий установить 72-пиновый SIMM максимальным объемом 16 МБ на Pro-версию без каких-либо модификаций самой карты.

### Ultrasound Ace
Бюджетная версия Ultrasound Classic с 512 кБ ОЗУ (расширяемого до 1024). Не содержала игрового порта, не было возможности записи звука. Рекламировалась как конкурент Wave Blaster-совместимых карт, могла работать вместе с SoundBlaster Pro/16, как расширение для таблично-волнового синтеза. Прототип этой карты носил название «Sound Buddy».

### Клоны и OEM-версии Ultrasound
Почти все клоны использовали оригинальные версии микросхем Gravis GF1 и AMD Interwave.
- Ultrasound CD3 — OEM-версия Ultrasound Classic с 512—1024 кБ ОЗУ, имела AT-BUS CD-ROM интерфейсы: стандарты Sony, Mitsumi и MKE/Panasonic. Производилась компанией Synergy.
- Gravis Ultrasound Extreme и ViperMAX — OEM-версии, в которой были объединены Ultrasound Classic со звуковым чипом ESS1688 Audiodrive, для эмуляции Sound Blaster Pro и AdLib. Производились фирмой Synergy.
- Primax SoundStorm Wave (GF1).
- Expertcolor MED3201 — использовался усеченный вариант GFA1 — AM78C200 Interwave LC. В первой версии — Am78C201KC.
- Compaq Ultra-Sound 32 (Interwave)
- STB Systems Soundrage 32 (Interwave)
- Core Dynamics DYNASonix 3D/PRO (Interwave)
- Philips PCA761AW (Interwave)
- Reveal WAVExtreme 32 (Interwave)
- В настоящее время энтузиасты ведут разработку нового клона на базе Interwave. Выбранное название - ARGUS.